# Andrezel
Andrezel település Franciaországban, Seine-et-Marne megyében. Lakosainak száma 324 fő (2022. január 1.). Andrezel Verneuil-l’Étang, Yèbles, Aubepierre-Ozouer-le-Repos, Champeaux, Crisenoy, Fouju és Guignes községekkel határos.

## Népesség
A település népességének változása:
| Lakosok száma | 284  | 285  | 290  | 284  | 287  | 286  | 299  | 311  | 324  |
|               | 2013 | 2015 | 2016 | 2017 | 2018 | 2019 | 2020 | 2021 | 2022 |